# Бака-эль-Гарбия
Бака-эль-Гарбия (ивр. באקה אל-גרבייה‎, араб. باقة الغربية‎) — арабский город (с 1996 года) в Хайфском округе Израиля. В 2003 году Бака-эль-Гарбия была объединена с местным советом Джат в один город: «Бака-Джат». 1 ноября 2010 года слияние было отменено и город Бака-Джат был снова разделён на город «Бака-эль-Гарбия» и местный совет «Джат».

## История

### Ранняя история
При археологических раскопках на территории Бака-эль-Гарбия было найдено множество каменоломен и оливковых прессов, относящихся к эллинистическому или раннему римскому периоду. Также были найдены керамические объекты позднего римского и раннего византийского периодов, а также пещера с остатками захоронений, которые датируются Византийским и Омейядским периодами (VI—VII век н. э.).

### Средние века
Самое раннее упоминание о Бака-эль-Гарбия относится к XII веку. В 1265 году Бейбарс I разделил деревню Бака между Аламом ад-Дин аз-Захри и Алладином ат-Танкази при разделе деревень Палестины между местными борцами с крестоносцами и византийцами.

## Население
По данным Центрального статистического бюро Израиля, население на начало 2020 года составляло 29 950 человек.

## Экономика
Бака-эль-Гарбия считается крупным торговым и промышленным центром для всех деревень и кибуцев. В Бака-эль-Гарбия расположено более 400 производств в различных областях хозяйства. Промышленные зоны составляют 8,5 % от площади города.